# 大谷育江
大谷 育江（おおたに いくえ、1965年〈昭和40年〉8月18日 - ）は、日本の女性声優。東京都出身。マウスプロモーション所属。
代表作に『ポケットモンスター』（ピカチュウ）、『名探偵コナン』（円谷光彦）、『ONE PIECE』（トニートニー・チョッパー）、『金色のガッシュベル!!』（ガッシュ・ベル）、『姫ちゃんのリボン』（姫子・エリカ）などがある。

## 略歴
1986年に東京アナウンスアカデミー（現：東京アナウンス・声優アカデミー）声優科を卒業し、江崎プロダクション付属養成所へ入所。2年後にマウスプロモーション（旧江崎プロダクション）に所属し、同年、『めぞん一刻』でデビュー。当時はとても緊張しており、このアニメは毎週テレビで見ており、島本須美、神谷明などそうそうたるメンバーと肩を並べて演技ができることに興奮していた。百聞は一見に如かず、すごい共演者に囲まれて、まだ養成所生の半年目だったが、色々なことが一気に習得でき、「ああマイクはこうやって入るのか」「大きな声を出すときは一歩下がるんだ」など、とても勉強になったという。テレビアニメ『コボちゃん』のコボ役で初主役。当時は新聞で『コボちゃん』を読んでいたため、決まったと聞いた時は驚き、「まさか、自分が」と思っていたため、とても嬉しかったという。デビュー当初は海外ドラマの吹き替えが多かった。当時の洋画はベテラン声優が大半を占めており、新人がちらほらいるというような状況で、先輩の演技を見て盗むこともたくさんあり、悩んでいると先輩がこっそりアドバイスをくれることもあった。収録を終えた後に一緒に食事に行った席などで「あの場面はすごく良かった」、「あのシーンでは、こうするといいと思うんだよね」のように教えてもらったという。駆け出しの頃は貧乏であったことから、食事に誘われても「ちょっとお金がないので」と断ろうしていた。その時に「何言ってるんだ。俺たちが払うからいいんだよ」と先輩がおごってくれたりもしており、「俺たちも食えなかった頃には先輩に食わせてもらってたから、俺たちに返さなくていいんだよ。君がこの仕事で食えるようになったら、後輩に食わせてやれ」とも言われた。先輩にアドバイスをくれたり、信頼関係が築けたりと、得したことがたくさんあった。リスペクトできるような先輩がいないと、単なるムダな時間になってしまうのかもしれないが、2012年時点では後輩からリスペクトされるような役者でいたく、そうなれているのか常に振り返っているという。
2012年に第六回、2023年に第十七回声優アワード「キッズファミリー賞」を受賞。

## 人物
趣味は読書、ハーブの香りのお風呂に入浴すること。特技は英語の発音、日本舞踊。

### 声優になるまで

#### 生い立ち
子供の頃は結構人見知りであり、「ご挨拶しなさい」と言われて「こんにちは」と言えるが、そのあと人物にとけ込めなかった。小学生の低学年の頃は「おとなしい子」とどこに行っても言われていた。周囲をじっと観察し、色々考えていたが、それを口に出さないタイプだった。しかし口喧嘩では負け知らずで、男の子とやりこみ、正義感が強く、女の子がいじめられたりしていれば乗り込んでいき、口での攻撃を始めていたという。黙っているとおとなしい子に見えるが、いったんしゃべりだすと「あれ、なんか違う……」と相手が思うような、そんなギャップもあるかもしれないという。
物心ついた時から、歌、芝居などの物語を表現する仕事につきたいと考えていたという。小学校低学年の頃は歌手になりたいと考えていたが、「美人でお金持ちじゃないと芸能界に入れない」と考えていたため、断念したという。
父が映画、洋画の吹き替えが好きだったこともきっかけの一つだったといい、「舞台女優なら誰かの人生を表現することもできる」と思い、小学3、4年生の頃には「舞台女優になりたい」と考えていた。
当時から小柄で、学芸会などで中々いい役をもらえず、背が高くて美人のクラスメイトがたくさんおり、ヒロインはそういう子が演じること多かったため、物語のナビゲーターのようなおじいさん役などのセリフ、出番が多い役に立候補していた。学芸会を観に来てくれた母から聞いた話によると、隣の席の人物が指して「あの小さな子の声がいちばんよく聞こえるね」と言っており、凄く嬉しかったという。「とにかくセリフをしゃべりたい、誰かに伝えたい」という思いでしていたことから、「声が大きい」というのは一番の褒め言葉だった。しかし「セリフをしゃべりたい」という思いはその後も変わらなかったようで、声優養成所時代のアフレコ実習で『ロミオとジュリエット』を演じていた時も、ジュリエット役は「競争率が高いだろうから」とロミオ役に立候補したりしていた。
中学校進学後もその夢は変わらなかったが、通っていた中学には演劇部がなく将来役者になるために何ができるかを考えていたという。中学校・高校と、「身長が伸びるのではないか」という考えからバレー部に入っていた。結局、背は伸びなかったという。中学2、3年生の頃は「勉強しよう」と言い合って友人同士で演技のレッスンをしており、オーディションに応募していたが、書類選考で落選。高校時代は演劇部にも所属していたが、年1回の文化祭のときに劇を上演することが唯一の活動の状態だった。後輩がたくさん入部しており、女性のみの上演脚本がなく脚本と演出を担当して高校演劇大会に出場したこともある。

#### デビュー前
東京都立竹台高等学校卒業後、一般企業に就職し、6年間勤めていた。志としては「劇団に入って仕事として役者をしていきたい」と考えていたが、どの劇団に入ればいいのかわからず、下町育ちで、高校卒業後の進路が近所で噂になったりしていたため、「世間の目をくらますため」という理由もあった。「働いてお金を貯めつつ、どの劇団がいいのかリサーチしよう」と考えていたが、就職してから1年経っても日々の生活に追われ、何もできていないことに気が付いて「このままではいけない」と考えていた。その時に東京アナウンスアカデミーの短期集中コースの生徒募集を目にして当時は正社員だったため、週何回も長期間通うことは無理だったが、「1週間なら有給休暇を使えばなんとかなる」と思い、参加。劇団員などプロたちが集まるワークショップのようなものだと思っており、「レッスンを受けながら、さまざまな劇団の情報を仕入れられたら」、「きっと劇団への道も開ける」、「東京アナウンスアカデミーに行けば、プロの役者が来ていて、どこの劇団がいいかという情報が入る」と勘違いしていたという。
そこではなにより役者としての「気持ちの持ち方」の基礎、土台部分を学ばせてくれた。その時は職業としての声優を目指す人物たちがいるということ、そして、劇団に入団したらプロになれるなどの、決まった道筋はないということだった。講師から「プロとして活躍している人でも、みんな地道な努力を重ねている。素人の君たちがここで学んだだけで、プロになれるかといったら無理だ。常に努力をしていかなければプロにはなれない」、「無名の養成所に行こうが名門に行こうが、そこで何をするかによって成功する道がつかめるかどうかが決まってくる」と、徹底的に叩き込まれたという。
結局、「私はなぜここにいるの?」という感じで目的だった劇団の情報を仕入れることはできなかった。集中講座の受講者20%が「声優科」に進むと聞いて、「声優の訓練をしながら劇団を探すのもいいかな」と思い、演技の勉強を続けるために、東京アナウンスアカデミー声優科実践コースに進む。実践コース修了時の公開オーディションで落ちた。同時にプロダクション、2つの劇団の入団オーディションを受けていたが落選。その時は「ずっと勉強も運動も中の上くらいの成績で、本気になって頑張れば願ったことは全部叶う」と思ったが、「1次募集のときは、きっと本気じゃなかったんだ。次こそは本気でやろう」と劇団の2次募集も受けるも、落選。2次試験の時は、真剣に取り組んでいたため、この時が人生最大の挫折であった。
その時に凄く泣いて「本当に私のやりたいことはなに?」、「また1年間、何もしない事になってしまう」と焦っていた。「本気でやりたいなら本気になろう」と考えていたが、その頃に劇団、養成所も募集が終えており、「どうしよう」と次に進む道が全くなくなってしまった。その時にのちに所属するとになるマウスプロモーション（旧江崎プロダクション）の付属養成所の第1期生を募集することを知った。入所オーディションが、大雪のために1か月延期になっていたことを聞いて「声優」と思ったが、「そこならまだ間に合う、今度こそ仕事との二足のわらじではなくレッスンに専念するつもりで頑張ろう」、「表現者として役者の勉強ができるなら」と覚悟を決めて、受けていたところ合格することができ、声優になるきっかけになったという。勉強することに違いないことから1年間そこに行き、その間に「今度こそちゃんと劇団をリサーチして行こう」と思っていた。その時に養成所の講師で声優の世界の大先輩でもある谷育子、納谷六朗、北村弘一がおり、「ここで声優も舞台でやるのも演技するという点では同じだ」ということがやっと結びついたという。その後も声優の職業を目指すつもりはなく「役者の仕事と声優の訓練はそれほど遠くないから」と考えており、「夢は舞台女優です、私は舞台女優になるんです」と肩書きのように言い続けていたという。
両親には養成所に通い始めたことを報告していたところ父は「やりたいことをやりたい」と応援してくれたが、母は「立派な会社に入っているんだから夢なんて追いかけるのはやめなさい」と言われていた。
先輩から舞台は毎日昼間に稽古があるため、劇団を受けていた時から両立が難しく退職しようと覚悟は決めていたことから会社を退職する決心をする。その頃、声優の仕事もしており、その会社は副業禁止だったことも理由であり、当時は母に会社を退職を言っていたところ反対されたという。その後は「あのときは反対してごめんね」と謝ってくれたという。

#### デビュー後
職業としての声優を「本気でやってみよう」と思ったのはテレビアニメ『がんばれ!キッカーズ』。養成所に入所して半年後ぐらいに、『がんばれ!キッカーズ』のオーディションに受かり、養成所に行きながら仕事していた。その時に「声優なんて簡単な仕事だ」という気持ちもあり、現場で一緒した先輩に「声優をやりたかったの?」と聞かれ、「本当は舞台女優を目指してるんです」と言っていたという。
当時、谷育子、納谷六朗、北村弘一から厳しく指導してくれており、そういう先輩たち出会えたからこそ、2011年時点の大谷があると語る。本気で腹をくくったのは「今、幸運にもレギュラーをいただいている、その幸運を生かせなくて何が舞台だ」とそこからである。2011年時点では「声優」という言葉にプライドを持っているという。
養成所の2年目の終わりの所属審査で「あなたに残って欲しいのですが、残っていただけますか?」と言ってくれていた。その時はとてもうれしかったが、正直、「私にできるだろうか?」と不安でいっぱいであった。「もっと勉強を続けたいのですが、どこでトレーニングを受けても所属させてもらえるんですか?」と聞いていた所、「どんなプロの人でも、トレーニングは毎日続けている。おおいに勉強してください」と言われた。そこでようやく安心して、「よろしくお願いします」と返事していた。
声優には舞台、顔出しの映像作品で活躍している先輩たちがおり、全員が声の仕事を専門にしているわけではないということに気付いた。
それまでは職業としての声優に興味がなく実体が見えてなかったといい、「声優で名前をはせられなかったら、舞台役者になっても大したものにはなれないから、まずは声優のトップを目指そう」と気合いを入れ直したという。

### 特色
声優としては、多くのアニメを担当するほか、外画吹き替え、ゲーム作品も数多く務めている。元気な少年役に定評がある一方で、元気な少女、大人しい可憐な少女役もこなす。
演じるうえで気を付けていることは、「演じよう」と思わないことであり、「演じよう」と思うとマネになってしまうため、そのキャラクターになりきった時に「体と心から何が出てくるんだろう」と考えるようにしている。そうでないと、いくらセリフをすらすらしゃべっても、全部ウソになってしまい、「簡単にできることではない」と思い、「いつもそれが完璧にできています」と言い切れないくらい難しいが、そうなれるように心掛けているという。
今では様々な作品に出演できるようになり、なかには10年以上の付き合いになるキャラクターもいるが、1回ごとにそのキャラクターと向き合って演じることだけを念頭に置いており、特に何か思うことはないという。もし最初から「この作品は15年続く予定なので、そのつもりで演じてください」と言われたところ、「どうしよう」と考えていたかもしれないといい、同じキャラクターを演じるうえで、慣れてしまわないようには気を付けているという。キャラクター自身が新鮮に感じるものだったら、新鮮に感じなくてはならないため、「これについて知っている」という知識、経験を削除し、ピュアな気持ちで演じたいと語る。
子供の役を演じることが多いため、年齢相応の大人として日常生活を送っていたところ、演じる時の年齢的なギャップが大変だという。頭の中からいちいち削除するのが大変であるため、無意識に経験値を削除した状態のまま日常生活を送り、子供のような反応をしてしまうことがあるが、社会生活を送っている時には大人の反応をするように気を付けているという。2011年時点では無意識だが、以前より人物を観察するようになり、直接的に役に立っているわけではないが、役づくりするうえで手助けになったりしているという。
一番難しかったのはボキャブラリーも技術も足りなかった時期の「もえたぎるものがあるけど抑えてしゃべる」演技であった。登場人物が熱くなっていると、どうしても大きな声になってしまうが、「落として、落として」と言われ、落とすと声が小さくなってしまい、声を小さくすることなくしっかり発声しながら演技するというのが困難であったという。「出しすぎちゃったからもう少し落として」「引っ込めすぎちゃったからもうちょっと出して」のくり返しで頭ではわかっていたが、そのもうちょっとができなかった。その当時はまた「目盛」が自分の中になかったんだと語る。
ジャンルによって演じ方が違うと思ったことはないが、ゲームでは、画面の前にいるユーザーに本気で話しかけることを意識している。洋画の吹き替えでは、できるだけ原音のニュアンスを感じることをこころがけ、その世界の空気感を大切にしている。
キャラクターソングを歌う際に、気をつけていることはキャラクターが歌っているということを大切にしている。音程・リズムにこだわらず、「ああ、その子が歌っているんだな」と聞こえることを心がけている。「上手に歌ってみたい」と思う大谷自身がキャラクターに勝ってしまわないように、キャラクターソングでは「その子が歌っている」ことを大切にしているという。

### エピソード
初めてのデートの場所は東京タワーであると語っている。外見が年齢に比べて若々しく山寺宏一は「『超音戦士ボーグマン』で彼女を見てまだ10代かと思った」という。

### 作品関連
アニメ『ポケットモンスター』シリーズにおいてはピカチュウの声だけは唯一日本国外放送でも吹き替えはなく世界共通で大谷の声が使用されている。
愛着のある作品として次女・ステファニー役を演じた海外ドラマ『フルハウス』を挙げている。内容の素晴らしさに加え、姉役の坂本千夏を始め、優れた共演者に囲まれ「関わることができて奇跡的。幸運だった」と語っている。収録前のリハーサルでは観客の一人としてステファニーやタナー家の繰り広げる騒動を楽しんでいて、シリアスなエピソードでは感極まるあまり、本番中でも号泣してしまうことも少なくなかったという。続編の『フラーハウス』で数十年ぶりにステファニーを演じる際には、「私のバイブルだったこの作品にもう一度巡り会えた感激は言葉では表しようがありません」と喜ぶ一方で、「自分の期待が大きい分、身の引き締まる思いです」とファンの期待に応える決意を語っていた。
一方、前々から赤ちゃん役を演じたいと願っていたところ、おジャ魔女どれみの第2シリーズでの新キャラクターである、魔女の赤ちゃん「ハナちゃん」役に抜擢される。赤ちゃん役は想像以上に難しく、これまでの話の内容と台本が一致していない場合もきちんと合わせたり、周囲の赤ちゃんを観察して収録に臨むなどした結果、プロデューサーの関弘美から「本当にスタジオに赤ちゃんがいるかと思ってビックリした」と言われ、大谷自身とても嬉しかったとのこと。

## 出演
太字はメインキャラクター。

### テレビアニメ
1986年
- がんばれ!キッカーズ（原きよし）
- めぞん一刻

1988年
- 超音戦士ボーグマン（花子）

1990年
- 昆虫物語 みなしごハッチ（アリ(1)）
- コボちゃんスペシャル 秋がいっぱい!!（コボ）
- 魔法のエンジェルスイートミント（女の子）
- 三つ目がとおる（モア、ホクサイ）

1991年
- おちゃめなふたご クレア学院物語（パメラ・ボードマン〈パム〉）
- おばけのホーリー（パッパラパ）
- おれは直角（綾乃）
- ゲンジ通信あげだま（平家こだま〈2代目〉、生徒B 他）
- コボちゃんスペシャル 夢いっぱい!!（コボ）
- シティーハンター'91（ジュンコ）
- ちびまる子ちゃん（1991年 - 1995年、チーちゃん、村田夏美 / なっちゃん〈初代〉） - 2シリーズ
- 21エモン（1991年 - 1992年、モンガー）
- 丸出だめ夫（金太郎、照姫）
- 魔法のプリンセス ミンキーモモ 夢を抱きしめて（トニー）
- わたしとわたし ふたりのロッテ（ミリア）

1992年
- おぼっちゃまくん（一太郎）
- クレヨンしんちゃん（1992年 - 2015年、幼児、少女、エミ、女子大生、セイン、ひみつちゃん）
- 元気爆発ガンバルガー（1992年 - 1993年、小牧百合香、流崎哲哉、鷹介の母）
- コボちゃん（1992年 - 1994年、コボ）
- 南国少年パプワくん（1992年 - 1993年、コタロー）
- 姫ちゃんのリボン（1992年 - 1993年、野々原姫子、エリカ）
- ママは小学4年生（有森潮）
- 幽☆遊☆白書（1992年 - 1994年、子供、風吹、修羅 他）

1993年
- それいけ!アンパンマン（1993年 - 2024年、ペーパーくん〈初代〉、ぶんぶん〈初代〉、しゅうまい人、ギョーザくん〈初代→3代目〉、ヤーン王子、ヘリコプタン〈初代→3代目〉、クマの男の子 他）
- 熱血最強ゴウザウラー（1993年 - 1994年、小島尊子、水原結花、拳一の母、ノブオ）
- ミラクル☆ガールズ（レイコ）
- 勇者特急マイトガイン（ファン）

1994年
- キャプテン翼J（大川学）
- コボちゃんスペシャル 祭りがいっぱい!（コボ）
- しましまとらのしまじろう（パコちゃん）
- D・N・A² 〜何処かで失くしたあいつのアイツ〜（マツ）
- ツヨシしっかりしなさい（ミノル）
- ドラえもん（テレビ朝日版第1期）（1994年 - 1999年、おだてロボット、チルチル、スネ夫のいとこ、さがし手）
- 覇王大系リューナイト（ブルー）
- 美少女戦士セーラームーン シリーズ（1994年 - 1996年、う・チョウテン、セーラーティンにゃんこ） - 2シリーズ
- BLUE SEED（1994年 - 1995年、由希子）
- 魔法陣グルグル（精霊）

1995年
- アニメ世界の童話（赤ずきん）
- 黄金勇者ゴルドラン（園児）
- 鬼神童子ZENKI（亜子）
- 空想科学世界ガリバーボーイ（エジソン）
- クマのプー太郎（妖精）
- 十二戦支 爆烈エトレンジャー（ウサギ、ブタシチ、おタマ、泉の精）
- 闘魔鬼神伝ONI（星彦）
- ドッカン!ロボ天どん（タバチュコ）
- 爆れつハンター（ポーロ）
- ヤンボウ ニンボウ トンボウ（王子）
- モジャ公（ゾア）

1996年
- 快傑ゾロ（ニキータ、ビリティス 他）
- きこちゃんすまいる（白鳥まい、静〈2代目〉）
- 機動戦艦ナデシコ（白鳥ユキナ）
- ゲゲゲの鬼太郎（第4作）（太郎、コン太）
- スレイヤーズNEXT（キラ）
- 超者ライディーン（武者小路藤丸 / ライディーンダイノ）
- 天空のエスカフローネ（メルル）
- 爆走兄弟レッツ&ゴー!!（1996年 - 1998年、鷹羽二郎丸、ヴィッキー、マルガレータ、チャーリー・ヤマザキ 他） - 3シリーズ
- はじめ人間ゴン（ゴン）
- 名探偵コナン（1996年 - 2025年、円谷光彦、クローク係、正男の母、円谷朝美） - 1シリーズ + 特別編6作品
- るろうに剣心 -明治剣客浪漫譚-（時次）

1997年
- 学級王ヤマザキ（プー太郎）
- 金田一少年の事件簿（1997年 - 1998年、山根優歌、森下麗美）
- スーパーフィッシング グランダー武蔵（千鶴）
- 手塚治虫の旧約聖書物語（ベニヤミン）
- ネクスト戦記EHRGEIZ（アン）
- HARELUYA II BØY（望月ゆか）
- HAUNTEDじゃんくしょん（テケテケ）
- ポケットモンスター (1997)（1997年 - 2002年、ピカチュウ、トサキント） - 1シリーズ+特別編
- マッハGoGoGo（少年）
- みどりのマキバオー（マキバコ）

1998年
- 浦安鉄筋家族（大沢木裕太、鈴木フグオ、スタスキー）
- コボちゃんスペシャル 約束のマジックディ（コボ）
- 時空探偵ゲンシクン（オービル）
- SHADOW SKILL -影技-（キュオ）
- スーパードール★リカちゃん（カトリーヌ）
- Night Walker -真夜中の探偵-（グニ）
- ブレンパワード（オルファンの少女）
- LEGEND OF BASARA（マコト）

1999年
- アークザラッド（ロビー）
- おジャ魔女どれみ（1999年 - 2003年、ハナちゃん、マジョモンロー、トト 他） - 4シリーズ
- がってんばつ丸の回転ずし（バッドつん子）
- 星界の紋章（セールナイ）
- セラフィムコール（紀子）
- ∀ガンダム（カキト）
- 天使になるもんっ!（ルカ）
- To Heart（1999年 - 2004年、雛山理緒） - 2シリーズ
- トラブルチョコレート（アーモンド）

2000年
- 学校の怪談
- ごぞんじ!月光仮面くん（山本ナオト〈2代目〉）
- 星界の戦旗（セールナイ）
- ドッとKONIちゃん（スルメ、ムスメ、オレンジの女）
- ONE PIECE（2000年 - 、トニートニー・チョッパー、エニシダ、偽ナミ〈ショコラ〉、サンジ〈少年時代〉、メロイ） - 1シリーズ + 特別編8作品

2001年
- ゴーゴー五つ子ら・ん・ど（みかん）
- The Soul Taker 〜魂狩〜（岬真夜、ソウルアヌビス）
- パラッパラッパー（うえ、お菓子番茶）
- ののちゃん（2001年 - 2002年、山田のの子）

2002年
- 犬夜叉（紅竜）
- 奇鋼仙女ロウラン（イテヅキ）
- 真・女神転生Dチルドレン ライト&ダーク（アンドレ）
- 東京アンダーグラウンド（シエル・メサイア）
- NARUTO -ナルト-（猿飛木ノ葉丸）
- ポケットモンスター アドバンスジェネレーション（2002年 - 2006年、ピカチュウ、マネネ）
- ポケットモンスター サイドストーリー（2002年 - 2004年、サニーゴ、ミサヲ）
- ゲートキーパーズ21（五十鈴綾音）

2003年
- 明日のナージャ（2003年 - 2004年、リタ）
- アストロボーイ・鉄腕アトム（ニーナ）
- 金色のガッシュベル!!（2003年 - 2006年、ガッシュ・ベル〈初代〉）
- 最遊記RELOAD（星華）
- 高橋留美子劇場（ツヨシ）
- 人間交差点（幼少の野口）
- ポポロクロイス（パプー）

2004年
- 神無月の巫女（ミヤコ、早乙女マコト）
- せんせいのお時間 DOKI DOKI SCHOOL HOURS（流静〈委員長〉）
- とっとこハム太郎（おしゃれちゃん〈初代〉）
- 遙かなる時空の中で-八葉抄-（藤姫）

2005年
- ああっ女神さまっ（長谷川空）
- MONSTER（エルザ）
- 雪の女王（マリア）

2006年
- くじびきアンバランス（上石神井蓮子）
- ポケットモンスター ダイヤモンド&パール（2006年 - 2010年、ピカチュウ、マネネ）

2008年
- RD 潜脳調査室（エミリ）
- うちの3姉妹（2008年 - 2010年、長女 フー）
- NARUTO -ナルト- 疾風伝（猿飛木ノ葉丸）

2009年
- こんにちは アン 〜Before Green Gables（サム）
- 地獄少女 三鼎（菊池海斗）
- ねぎぼうずのあさたろう（だいこんのおはつ）

2010年
- 怪談レストラン（のろちゃん）
- ポケットモンスター ベストウイッシュ（2010年 - 2013年、ピカチュウ） - 2シリーズ + 特別編

2011年
- ケロロ軍曹（テララ）
- そふてにっ（春風春日）

2012年
- 黒魔女さんが通る!!（要陸）
- スマイルプリキュア!（2012年 - 2013年、キャンディ / ロイヤルキャンディ）
- ちはやふる（立川梨理華）
- NARUTO -ナルト- SD ロック・リーの青春フルパワー忍伝（木ノ葉丸）
- ポヨポヨ観察日記（ポヨ）

2013年
- トリコ×ONE PIECE×ドラゴンボールZ 超コラボスペシャル!!（チョッパー）
- ポケットモンスター XY（2013年 - 2016年、ピカチュウ） - 2シリーズ

2014年
- ガイストクラッシャー（マイク・マーキュリー）
- ジョジョの奇妙な冒険 スターダストクルセイダース（マニッシュ・ボーイ）
- HUNTER×HUNTER（第2作）（チードル＝ヨークシャー）
- プリパラ（ユニコン）

2015年
- ISUCA（島津那巳）
- 血界戦線（2015年 - 2017年、アマグラナフ・ルォーゾンタム・ウーヴ・リ・ネジ） - 2シリーズ
- コトリサンバ（チョコラ）

2016年
- ナースウィッチ小麦ちゃんR（クマ美）
- 不機嫌なモノノケ庵（2016年 - 2019年、ヤヒコ） - 2シリーズ
- PERSONA5 the Animation -THE DAY BREAKERS-（モルガナ〈モナ〉）
- ポケットモンスター サン&ムーン（2016年 - 2019年、ピカチュウ）

2017年
- アイドルタイムプリパラ（ユニコン）

2018年
- PERSONA5 the Animation（2018年 - 2019年、モルガナ） - 1シリーズ + 特別編2作品
- 陰陽師・平安物語（小白）
- 深夜!天才バカボン（赤ちゃんパパ）

2019年
- どろろ（妖怪小僧）
- ポケットモンスター (2019)（2019年 - 2023年、ピチュー→ピカチュウ） - 2シリーズ + 特別編
- BORUTO-ボルト- NARUTO NEXT GENERATIONS（猿飛木ノ葉丸）

2021年
- ワンダーエッグ・プライオリティ（ハイフン、ドット、キララ）

2022年
- ダンス・ダンス・ダンスール（村尾沢子）
- ラブライブ!スーパースター!!（2022年 - 2024年、きな子の母） - 2シリーズ
- 名探偵コナン 犯人の犯沢さん（円谷光彦）
- ポプテピピック TVアニメーション作品第二シリーズ（ポプ子〈第3話Aパート〉）
- ジョジョの奇妙な冒険 ストーンオーシャン（緑色の赤ちゃん）

2023年
- ポケットモンスター (2023)（2023年 - 2025年、キャプテンピカチュウ、サンゴ、ノノクラゲ、マンキー、チルタリス）
- でこぼこ魔女の親子事情（毒コアラ）

2024年
- ぷにるはかわいいスライム（2024年 - 2025年、ルンルーン / ルンル、キュティちゃん） - 2シリーズ
- お買いものパンダ!（お買いものパンダ）

2025年
- 完璧すぎて可愛げがないと婚約破棄された聖女は隣国に売られる（エルザ）

### 劇場アニメ
1988年
- となりのトトロ

1992年
- せんぼんまつばら 川と生きる少年たち（太吉）
- 21エモン 宇宙いけ! 裸足のプリンセス（モンガー）

1993年
- ドラミちゃん ハロー恐竜キッズ!!（マイ助）

1996年
- 金田一少年の事件簿 オペラ座館・新たなる殺人（加奈井理央）

1997年
- 爆走兄弟レッツ&ゴー!!WGP 暴走ミニ四駆大追跡!（鷹羽二郎丸）
- 名探偵コナン（1997年 - 2025年、円谷光彦） - 28作品

1998年
- 機動戦艦ナデシコ -The prince of darkness-（白鳥ユキナ）
- 劇場版ポケットモンスター（1998年 - 2002年、ピカチュウ） - 5作品+短編5作品

1999年
- ウルトラマンM78劇場 Love & Peace
- スーパードール★リカちゃん リカちゃん絶体絶命! ドールナイツの奇跡（カトリーヌ）

2000年
- ああっ女神さまっ（長谷川空）
- 映画 おジャ魔女どれみ#（ハナちゃん）
- エスカフローネ（メルル）

2002年
- ONE PIECE（2002年 - 2022年、トニートニー・チョッパー） - 13作品

2003年
- 劇場版ポケットモンスター アドバンスジェネレーション（2003年 - 2006年、ピカチュウ） - 4作品+短編1作品

2004年
- 金色のガッシュベル!!（2004年 - 2005年、ガッシュ・ベル） - 2作品

2007年
- 劇場版ポケットモンスター ダイヤモンド&パール（2007年 - 2010年、ピカチュウ） - 4作品+短編1作品
- シナモン the Movie（シフォン、みるく）

2009年
- 超劇場版ケロロ軍曹 撃侵ドラゴンウォリアーズであります!（テララ）

2010年
- 映画 ハートキャッチプリキュア! 花の都でファッションショー…ですか!?（オリヴィエ）

2011年
- 劇場版 NARUTO 炎の中忍試験! ナルトVS木ノ葉丸!!（猿飛木ノ葉丸）
- 劇場版ポケットモンスター ベストウイッシュ（2011年 - 2013年、ピカチュウ） - 3作品+短編2作品
- 手塚治虫のブッダ -赤い砂漠よ!美しく-（タッタ）

2012年
- 映画 プリキュアオールスターズNewStage みらいのともだち（キャンディ）
- 映画 スマイルプリキュア! 絵本の中はみんなチグハグ!（キャンディ）
- 花の詩女 ゴティックメード（ラブ）

2013年
- 映画 プリキュアオールスターズNewStage2 こころのともだち（キャンディ）

2014年
- THE LAST -NARUTO THE MOVIE-（猿飛木ノ葉丸）
- ポケモン・ザ・ムービーXY（2014年 - 2016年、ピカチュウ） - 3作品+短編2作品

2016年
- 映画プリパラ み〜んなのあこがれ♪レッツゴー☆プリパリ（ユニコン）

2017年
- 劇場版ポケットモンスター（2017年 - 2020年、ピカチュウ） - 4作品
- メアリと魔女の花（ティブ）

2019年
- 映画コラショの海底わくわく大冒険!（コラショ）
- 映画ドラえもん のび太の月面探査記（アル）
- えいが うちの3姉妹（長女 フー）

2020年
- 魔女見習いをさがして（ハナちゃん）
- 君は彼方（ギーモン）

2023年
- 屋根裏のラジャー（ドロン）

2024年
- 化け猫あんずちゃん（ピーピーちゃん）

### OVA
1990年
- 拳闘士（草子）
- CBキャラ 永井豪ワールド（1990年 - 1991年、弓さやか）

1991年
- シャコタン☆ブギ（ユミ）
- スーパーマリオワールド マリオとヨッシーの冒険ランド（レッドヨッシー）

1993年
- ああっ女神さまっ（長谷川空）
- キッスは瞳にして（菫）
- 超時空世紀オーガス02（シプレー）

1996年
- TWIN SIGNAL（ちびシグナル）
- 宝魔ハンターライム（がまぐっち）
- マスターモスキートン（イナホ・ヒトメボレ〈幼少〉）

1997年
- AIKa（ゴールデン〈リエ・ペトリヤコワ〉）
- ヴァリアブル・ジオ（楠真奈美）

1998年
- 刻の大地 〜花の王国の魔女〜（ナガズ）
- ポケットモンスター（1998年 - 2011年、ピカチュウ） - 11作品
- 魔界転生（弟）

1999年
- 青山剛昌短編集2「プレイ イット アゲイン」（剣道子）
- 機動戦士ガンダム 第08MS小隊 ラスト・リゾート（少年A）
- てなもんやボイジャーズ（焼津のまあこ）
- 名探偵コナン（1999年 - 2012年、円谷光彦、八木幹彦、売店店員、円谷朝美） - 20作品

2000年
- 銀河英雄伝説外伝 奪還者（マルガレータ）
- コボちゃん がんばれ!コボちゃん牛乳（田畑小穂）
- ドクタースランプ んちゃ!アラレのおしおき!アイデア泥棒をやっつけちゃえ!（則巻アラレ）

2002年
- ゲートキーパーズ21（五十鈴綾音）
- ナースウィッチ小麦ちゃんマジカルて（2002年 - 2004年、国分寺こより、まじかるメイドこより、マヤ） - 2作品
- 遙かなる時空の中で-紫陽花ゆめ語り-（藤姫）

2003年
- NARUTO -ナルト- 紅き四つ葉のクローバーを探せ（猿飛木ノ葉丸）
- 遙かなる時空の中で2-白き龍の神子-（藤原深苑・紫）
- ぼくたちピチューブラザーズ・パーティはおおさわぎ!のまき（ゼニガメ）

2004年
- インタールード（三枝睦月）
- おジャ魔女どれみナ・イ・ショ（ハナちゃん、マジョモンロー、客）

2005年
- 星界の戦旗III（セールナイ）

2008年
- ONE PIECE ロマンス ドーン ストーリー（チョッパー）

2012年
- スパイペンギン（ルーキー）

2013年
- コープスパーティー Tortured Souls -暴虐された魂の呪叫-（篠崎サチコ、篠崎ヨシヱ）

2022年
- みどりのマキバオー Blu-ray BOX 映像特典「終わらない挑戦!!」（マキバコ）

### Webアニメ
2000年代
- 銀河鉄道999 不滅の空間軌道（2003年、キラ）
- 戦慄のミラージュポケモン（2006年、ピカチュウ）

2010年代
- 名探偵コナン 逃亡者・毛利小五郎（2014年、円谷光彦）
- マウスどうぶつえん（2016年 - 、スカンクのいくえ）
- おジャ魔女どれみ お笑い劇場（2019年 - 2020年、ハナちゃん）
- ポケモンマスターズ トレーナー大集結スペシャルアニメーション（2019年、ピカチュウ）

2020年代
- マウスどうぶつえん名作劇場（2020年、スカンクのいくえ）
- パワフルプロ野球 パワフル高校編（2021年、矢部明雄）
- POKÉTOON（2021年 - 2024年、ピカチュウ） - 2作品
- ポケットモンスター 神とよばれし アルセウス（2022年、ピカチュウ）
- KUROMI’S PRETTY JOURNEY（2023年、コリーモ）
- 新星ギャルバース（2025年、爛々）

### ゲーム
1994年
- マッドストーカー フルメタルフォース（ジェミー・チェン）

1995年
- 幽☆遊☆白書FINAL 魔界最強列伝（修羅）
- 空想科学世界ガリバーボーイ（エジソン）
- 制服伝説 プリティ・ファイターX（桃山愛）

1996年
- ガーディアンヒーローズ（ニコレ・ニール、エドワード・M・コニャック）
- エーベルージュ（ノイシュ・アマルフィ、コー・ダインハート）
- ときめき麻雀パラダイスSpecial〜恋のテンパイビート〜（涼暮水無）
- ヒロインドリーム（大羽音夢）

1997年
- 天外魔境 第四の黙示録（マグー）
- ドラゴンナイト4（ターニャン、トルル）
- だいな♥あいらん（伊東えみり）
- スタンバイSay You!（ファンク）
- はたらく少女 てきぱきワーキン♥ラブ（クリャリャ・エダルト・N）
- VS雀士ブランニュースターズ（衛藤ひなこ）
- 続 初恋物語 〜修学旅行〜（青柳未森）
- 悠久幻想曲（ピート・ロス）
- 天空のエスカフローネ（メルル）
- ミニ四駆 爆走兄弟レッツ&ゴー!!WGP HYPER HEAT
- 銀河お嬢様伝説ユナ3 LIGHTNING ANGEL（紫陽花〈つー・やん・ふぁー〉）
- ロックマンDASHシリーズ（データ、ボン・ボーン、美術館館長、アイラ、Nキャスター） - 3作品

1998年
- あっナンジャリン（お姉さん）
- エフィカス この想いを君に…（水木絵美）
- ガーディアンリコール 〜守護獣召喚〜（鏡涼子、白虎）
- 機動戦艦ナデシコ シリーズ（1998年 - 1999年、白鳥ユキナ） - 2作品
- Sequence Palladium（ユリエル・エイブラム）
- スーチーパイアドベンチャー ドキドキナイトメア（リリム）
- ステラアサルトSS（マリア）
- 戦国美少女絵巻 空を斬る!!（阿仁、蘭 丸子供時代）
- 双界儀（琴平あずさ）
- 堕落天使（結蘭）
- 超魔神英雄伝ワタル ANOTHER STEP（ショタ郎）
- ツインズストーリー きみにつたえたくて…（藤井真美）
- 猫なカンケイ（ジーナ桂城）
- はたらく少女 てきぱきワーキン♥ラブFX（クリャリャ・エダルト・N）
- パチンコセクシーリアクション（君島唯華）
- ひみつ戦隊メタモルV（新条咲慧）
- ヒロインドリーム2（大羽音夢）
- プリンセスクエスト（パイ）
- ブレイヴフェンサー 武蔵伝（トポ、ジャム、テム）
- ポケットモンスターシリーズ（1998年 - 2023年、ピカチュウ / サトシのピカチュウ） - 32作品
- 天誅 シリーズ（1998年 - 2008年、菊姫） - 7作品
- 名探偵コナン（1998年 - 2002年、直美、円谷光彦） - 3作品
- ルルリ・ラ・ルラ（ジュニャ）

1999年
- 輝く季節へ（椎名繭）
- 北へ。White Illumination（愛田めぐみ）
- シェンムー（薫芳梅）
- To Heart（雛山理緒）
- 大乱闘スマッシュブラザーズシリーズ（1999年 - 2019年、ピカチュウ、トサキント、チキ、モナ / モルガナ） - 6作品
- ポップンタンクス！（プエラ、フェリーナ）
- ラブラブトロッコ 〜二人の恋のメロディ〜（プリン）
- リトルプリンセス マール王国の人形姫2（クレア・ローゼンクイーン、エリンギャー）

2000年
- ELYSION 〜永遠のサンクチュアリ〜（シャルロッテ・ミュラー）
- 幻想のアルテミス（生駒良子）
- 高機動幻想ガンパレード・マーチ（石津萌）
- センチメンタルグラフティ2（市川寛子）
- ソニックシャッフル（ルミナ・フロウライト）
- 天使のプレゼント マール王国物語（クレア・ローゼンクイーン、エリンギャー、エリー、エリーの母）
- ハッピィサルベージ（ラナイ）
- 遙かなる時空の中で（2000年 - 2005年、藤姫、藤原紫、藤原深苑、白龍〈成長前〉） - 6作品
- ぼくのなつやすみ（メガネ）
- 悠久組曲 All Star Project（ピート・ロス）

2001年
- アイシア（ハーミー）
- 暴れん坊プリンセス（ココ）
- トゥルーラブストーリー3（かなめ）
- マールDEジグソー（クレア・ローゼンクイーン、エリンギャー）

2002年
- おジャ魔女どれみドッカ〜ン!にじいろパラダイス（ハナちゃん）
- 機甲武装Gブレイカー（ジュディース・ジューノ・ジャルダン）
- ときめきメモリアル Girl's Side（須藤瑞希）
- ONE PIECE シリーズ（2002年、トニートニー・チョッパー） - 2作品
- ぼくのなつやすみ2 海の冒険篇（シゲル）
- ポポロクロイス はじまりの冒険（パプー）
- ラ・ピュセル 光の聖女伝説（エリンギャー）

2003年
- インタールード（三枝睦月）
- 金色のガッシュベル!! うなれ!友情の電撃（ガッシュ・ベル）
- From TV animation ONE PIECE オーシャンズドリーム!（トニートニー・チョッパー）
- マールじゃん!!（クレア・ローゼンクイーン、エリンギャー、エリー）
- ワイルドアームズ アルターコード:エフ（ジェーン・マックスウェル）
- ONE PIECE グランドバトル! 3（トニートニー・チョッパー）

2004年
- アドバンスガーディアンヒーローズ（ニコレ・ニール）
- おジャ魔女あどべんちゃ〜ないしょのまほう（ハナちゃん）
- 金色のガッシュベル!! 友情タッグバトル（ガッシュ・ベル）
- 金色のガッシュベル!! 魔界のブックマーク（ガッシュ・ベル）
- 金色のガッシュベル!! 友情タッグバトル フルパワー（ガッシュ・ベル）
- 金色のガッシュベル!! 激闘!最強の魔物達（ガッシュ・ベル）
- 金色のガッシュベル!! うなれ!友情の電撃2（ガッシュ・ベル）
- サクラ大戦V EPISODE 0〜荒野のサムライ娘〜（フワニータ・カッシング）
- 3年B組金八先生 伝説の教壇に立て!（レイカ）
- どろろ（どろろ）
- ポポロクロイス 月の掟の冒険（パプー）
- めいわく星人パニックメーカー（コズミ君）
- ONE PIECE ランドランド!（トニートニー・チョッパー）

2005年
- キングダム ハーツII（ビビ）
- 金色のガッシュベル!! 友情タッグバトル2（ガッシュ・ベル）
- 金色のガッシュベル!! ザ・カードバトル for GBA（ガッシュ・ベル）
- 金色のガッシュベル!! うなれ!友情の電撃 ドリームタッグトーナメント（ガッシュ・ベル）
- 金色のガッシュベル!! ゴー!ゴー!魔物ファイト!!（ガッシュ・ベル）
- テイルズ オブ ジ アビス（イオン、シンク、フローリアン）
- 天地の門（ユイミン）
- 幽☆遊☆白書FOREVER（修羅）
- ONE PIECE グラバト! RUSH（トニートニー・チョッパー）
- Fighting For ONE PIECE（トニートニー・チョッパー）
- ONE PIECE パイレーツカーニバル（トニートニー・チョッパー）

2006年
- ガンパレード・オーケストラ 緑の章 〜狼と彼の少年〜（石津萌）
- 天外魔境 ZIRIA〜遥かなるジパング〜（高星丸）
- バトルスタジアム D.O.N（トニートニー・チョッパー）

2007年
- ONE PIECE アンリミテッドアドベンチャー（トニートニー・チョッパー）
- ONE PIECE ギアスピリット（トニートニー・チョッパー）

2008年
- うちの3姉妹DS（長女 フー）
- ONE PIECE アンリミテッドクルーズ エピソード1 -波に揺れる秘法-（トニートニー・チョッパー）
- ONE PIECE ワンピーベリーマッチ（トニートニー・チョッパー）
- To LOVEる -とらぶる- ワクワク! 林間学校編（イチゴ）

2009年
- うちの3姉妹DS2 〜3姉妹のお出かけ大作戦〜（長女 フー）
- スーパーロボット大戦NEO（小島尊子、水原結花）
- なりそこない英雄譚〜太陽と月の物語〜（種の精）
- ラ・ピュセル†ラグナロック（エリンギャー）
- ONE PIECE アンリミテッドクルーズ エピソード2 -目覚める勇者-（トニートニー・チョッパー）

2010年
- アルトネリコ3 世界終焉の引鉄は少女の詩が弾く（ミュート）
- コープスパーティー ブラッドカバー リピーティッドフィアー（篠崎サチコ、篠崎ヨシヱ）
- ONE PIECE ギガントバトル!（トニートニー・チョッパー）

2011年
- コープスパーティー Book of Shadows（篠崎サチコ、篠崎ヨシヱ）
- ノーラと刻の工房 霧の森の魔女（ケケ、ロッタ・ハカラ）
- ONE PIECE ギガントバトル! 2 新世界（トニートニー・チョッパー）

2012年
- 王と魔王と7人の姫君たち 〜新・王様物語〜（コリーナ）
- CODE OF PRINCESS（レディ・ゾゾ）
- コープスパーティー THE ANTHOLOGY サチコの恋愛遊戯♥Hysteric Birthday 2U（篠崎サチコ、篠崎ヨシヱ）
- スマイルプリキュア! レッツゴー! メルヘンワールド（キャンディ）
- Dragon Age II（メリル）
- ファイアーエムブレム 覚醒（チキ）
- ポヨポヨ観察日記（佐藤ポヨ）
- ワンピース 海賊無双（2012年 - 2020年、トニートニー・チョッパー） - 4作品
- ワンピース ROMANCE DAWN 冒険の夜明け（トニートニー・チョッパー）

2013年
- スーパーロボット大戦Operation Extend（小島尊子、水原結花）
- 世界名作童話 親子で読めるゲーム絵本（いばら姫）
- 名探偵コナン マリオネット交響曲（円谷光彦）
- ONE PIECE アンリミテッドワールド レッド（トニートニー・チョッパー）

2014年
- ガイストクラッシャー ゴッド（マイク・マーキュリー〈マイクマ〉）
- コープスパーティー BLOOD DRIVE（篠崎サチコ、篠崎ヨシヱ）
- NARUTO -ナルト- 疾風伝 ナルティメットストームレボリューション（猿飛木ノ葉丸）
- 名探偵コナン ファントム狂詩曲（円谷光彦）
- ONE PIECE 超グランドバトル! X（トニートニー・チョッパー）
- ONE PIECE トレジャークルーズ（トニートニー・チョッパー）
- ONE PIECE ワンピースキングス（トニートニー・チョッパー）

2015年
- クリスタル クラウン（ンクル）
- ジョジョの奇妙な冒険 アイズオブヘブン（デス13）
- ニキ日記〜世界旅行編〜（モモ）
- PROJECT X ZONE 2:BRAVE NEW WORLD（チキ）
- メザマシフェスティバル 〜夢喰いと目覚まし屋〜（メザオ）

2016年
- オルタンシア・サーガ -蒼の騎士団-（ノリス）
- 白猫プロジェクト（ナナホシ）
- NARUTO -ナルト- 疾風伝 ナルティメットストーム4（猿飛木ノ葉丸）
- ペルソナ5（モルガナ）
- ワールド オブ ファイナルファンタジー（ビビ）
- League of Legends（ティーモ）

2017年
- ディシディア ファイナルファンタジー オペラオムニア（ビビ・オルニティア）
- ファイアーエムブレム ヒーローズ（2017年 - 2023年、チキ）
- 陰陽師（小白）
- 遙かなる時空の中で3 Ultimate（白龍〈成長前〉）
- パシャ★モン（パシャモン）

2018年
- テイルズ オブ ザ レイズ（2018年 - 2020年、イオン、シンク）
- ポポロクロイス物語 〜ナルシアの涙と妖精の笛（キララ）
- ペルソナ5 ダンシング・スターナイト（モルガナ）
- グランブルーファンタジー（2018年 - 2024年、ネルコ、モナ / モルガナ、チョッパー）
- ぷよぷよ!!クエスト（円谷光彦、モルガナ）
- ペルソナQ2 ニュー シネマ ラビリンス（モルガナ）
- CARAVAN STORIES（ガオ）
- アナザーエデン 時空を超える猫（ノポウ族）
- マチガイブレイカー（マメ太）

2019年
- キャサリン・フルボディ（モナ / モルガナ） - DLC追加キャラクター
- ドラえもん のび太の月面探査記（アル）
- 共闘ことばRPG コトダマン（2019年 - 2021年、モナ / モルガナ、ガッシュ・ベル）
- 金色のガッシュベル!! Golden Memories（ガッシュ・ベル）
- ワンダーグラビティ 〜ピノと重力使い〜（チプール）
- スターオーシャン:アナムネシス（モナ / モルガナ）
- ペルソナ5 ザ・ロイヤル（モルガナ）
- 幽☆遊☆白書 100%本気バトル（修羅）

2020年
- De: Lithe 〜忘却の真王と盟約の天使〜（サヴァ）
- ペルソナ5 スクランブル ザ・ファントム ストライカーズ（モナ / モルガナ）
- eBASEBALLパワフルプロ野球2020（矢部明雄)
- ジョジョのピタパタポップ（マニッシュ・ボーイ）
- 東京放課後サモナーズ（ケットシー）

2021年
- シャイニングニキ（モモ）

2022年
- チョコボGP（ビビ）
- eBASEBALLパワフルプロ野球2022（矢部明雄）
- モンスターストライク（チョッパー）
- パズル&ドラゴンズ（トニートニー・チョッパー）
- 鋼の錬金術師 MOBILE（モナ）

2023年
- ONE PIECE ODYSSEY（トニートニー・チョッパー）
- アフターイメージ（イフ）
- なつもん！20世紀の夏休み（ジロー）
- ペルソナ5 タクティカ（モルガナ）

2024年
- 金色のガッシュベル!! 永遠の絆の仲間たち（ガッシュ・ベル）
- パワフルプロ野球2024-2025（矢部明雄）
- 箱庭開拓 ハムスターと太陽の里（かくと）

2025年
- HUNDRED LINE -最終防衛学園-（NIGOU）
- ペルソナ5: The Phantom X（モルガナ）

### ドラマCD・カセット
- アニメイトカセットコレクション 機動戦艦ナデシコ 2 ナデシコ・ばらえてい（仮題）（白鳥ユキナ）
- Wish ドラマCD（瑠璃）
- EREMENTAR GERAD ドラマCD第1 - 3巻（シスカ）
- 桜蘭高校ホスト部（埴之塚光邦）
- おジャ魔女どれみシリーズ（ハナちゃん）
  - おジャ魔女どれみ♯ MAHO堂CDコレクションその2 すくりーんテーマ&しーくれっと すと〜り〜
  - キャラクター・ミニアルバムSpecial 巻機山 花
  - おジャ魔女ドッカ〜ン!CDくらぶ その3 歌とおはなし!おジャ魔女ミュージカルコレクション ドッカ〜ン!
  - おジャ魔女ドッカ〜ン!CDくらぶ その7 おジャ魔女ドッカ〜ン!ドラマシアター
  - おジャ魔女どれみ17 3rd 限定版特典ドラマCD
- お姉ちゃんの3乗（春崎いりあ）
- おまけの小林クンシリーズ（小林大和）
- オヤマ! 菊之助 CDドラマ（水前寺そら）
- カオシックルーン サウンドドラマ魔界編（ニューキー＝パイクス）
- 金色のガッシュベル!!シリーズ（ガッシュベル）
- 里見☆八犬伝 コミックCDコレクション Vol.1「八犬士の旅立ち!」（犬江親兵衛）
- 少年陰陽師シリーズ・第1巻 - 第7巻（もっくん）
- せんせいのお時間 DOKI DOKI SCHOOL HOURS（流静〈委員長〉）
- TWIN SIGNAL（ちびシグナル）
- 停電少女と羽蟲のオーケストラ 絶華ノ章（メリー）
- 天は赤い河のほとり ドラマCD（ジュダ・ハスパスルピ〈第6皇子〉）
- 天からトルテ! ドラマCD（マカロン）
- 天空のエスカフローネ THE VISION OF ESCAFLOWNE「天空のエスカフローネ オリジナルドラマアルバム ジェチアの想い」（メルル）
- ななか6/17ドラマCD（嵐山五月、ピコ太）
- ねこきっさ（ミルク）
- 熱血最強ゴウザウラー SAURERS NOTE,3（小島尊子、水原結花）
- 爆走兄弟レッツ&ゴー!!GIRL〈レディース・グランプリ開幕!!〉（ヴィッキー、マルガリータ）
- 番外編 空想科学世界ガリバーボーイ 〜銀の謝肉祭〜
- PERSONA5 THE NIGHT BREAKERS（モルガナ）
- ポケットモンスターシリーズ（ピカチュウ）
  - ポケットモンスター サウンドアニメコレクション
  - サウンドピクチャーボックス 白い明日だ!ロケット団
  - ポケットモンスター おたのしみCD ※『幼稚園』2000年2月号付録
- マール王国の人形姫 シリーズ（クレア・ローゼンクイーン、エリンギャー）
  - リトルプリンセス マール王国の人形姫2 ドラマCD（ビリー、レジェム）
  - エトワールお嬢様の冒険 ドラマCD
- MAUSU THEATER
  - Vol.010（地獄、もういっぱいですよ!?）
  - Vol.028 - Vol.030（イケボ戦隊 ビセイジャー!）
  - vol.052 - vol.057（AI探偵のメイ推察）
- 名探偵コナン 少年探偵団からの挑戦状（円谷光彦）
- 幸運男子 -ラッキーくん-（ヒナ）
- ロックマン危機一髪（男の子1）
- ONE PIECE「海賊ビビの大冒険」（トニートニー・チョッパー）
- 離任式ジャック (2019年7月19日、Voice Works Tokyo）（山本悦子・えっちゃん)
- こども妖怪大戦争 (2019年10月25日、Voice Works Tokyo）（みずち)

### 吹き替え

#### 映画（吹き替え）
- アーネスト、クリスマスを救え!（女の子〈アンジェリーク・ウォーカー〉）
- 愛が微笑む時（7歳のトーマス）
- 愛と精霊の家（少女時代のクララ〈グレイス・ガマー〉）
- アダムス・ファミリー（パグズリー・アダムス〈ジミー・ワークマン〉）※ソフト版
- アップタウン・ガールズ（ロレーン・“レイ”・シュレイン〈ダコタ・ファニング〉）
- アニー（アニー）
- アニー2（モリー〈カミーラ・ベル〉）
- アンドレ/海から来た天使（メアリー・メイ〈アンドリア・リブマン〉）
- イーストウィックの魔女たち ※TBS版
- インタビュー・ウィズ・ヴァンパイア（クローディア〈キルスティン・ダンスト〉）※テレビ東京版
- ウィロー ※TBS版
- ウォーターワールド（エノーラ〈ティナ・マジョリーノ〉）※テレビ東京版
- エージェント・コーディ（アレックス・バンクス〈コナー・ウィドウズ〉）
- エージェント・コーディ ミッション in LONDON（アレックス・バンクス）
- Oh!大迷惑?!（ケヴィン・アルドリッチ〈ケヴィン・チェヴァリア〉）
- おじさんに気をつけろ!（マイルズ・ラッセル〈マコーレー・カルキン〉）※VOD版
- 親指こぞう ニルス・カールソン（ベルティル）
- 喝采の陰で（ボニー〈エルバ・リーフ〉）
- カナディアン・エクスプレス（ニック〈コーディ・ルーカス・ウィルビー〉）※フジテレビ版
- 奇跡の旅（ジェイミー〈ケヴィン・チェヴァリア〉）
- 銀河ヒッチハイク・ガイド
- キンダガートン・コップ（ドミニク・パルミエリ）※ソフト版
- クール・ドライ・プレイス（カルヴィン・ダレル〈ボビー・モート〉）
- グリンチ（シンディ・ルー・フー〈テイラー・モンセン〉）※ソフト版
- グレート・ウォリアーズ/欲望の剣（リトル・ジョン）
- クローンズ（ザック・キニー〈ザック・デュハム〉）
- ケイティ（レイシー・カー）
- コップス&ロバーソン（ビリー・ロバーソン〈ミコ・ヒューズ〉）
- ザ・エージェント（タイソン・ティドウェル）※ソフト版
- ザ・ファン（リッチー・レナード）※ソフト版
- ザ・リング（エイダン・ケラー〈デヴィッド・ドーフマン〉）※フジテレビ版
- 3人のゴースト（少年時代のフランク〈ライアン・ゴールドスタイン〉）
- ジェニファー・ロペス 戦慄の誘惑（ヴィッキー・ランシング〈クリスティン・チェノウェス〉）
- ジャッジ・ブロンド（メアリー・バンビーノ）
- ジョーズ（ショーン・ブロディ〈ジェイ・メロ〉）※TBS版
- ジョーズ2（ショーン・ブロディ〈マーク・ギルピン〉[174]）※BSテレ東版
- ショコラ（リュック〈オーレリアン・ベアレント・ケーニング〉）
- 推定無罪（ウェンデル〈ジョゼフ・マゼロ〉）※ソフト版
- スチュアート・リトル（ジョージ・リトル〈ジョナサン・リプニッキ〉）※ソフト版
- スチュアート・リトル2（ジョージ・リトル〈ジョナサン・リプニッキ〉）
- スパイダー（ミーガン・ローズ〈ミカ・ブーレム〉）※テレビ朝日版
- 素晴らしき日（マギー・テイラー〈メイ・ホイットマン〉）※ソフト版
- スペース・エイド（ステファニー・ネルソン）
- スペース・バディーズ/小さな5匹の大冒険（グラヴィティ）
- スポット（ジェイムズ〈アンガス・T・ジョーンズ〉）
- スモール・ソルジャーズ（ティミー・フィンプル〈ジェイコブ・スミス〉）※日本テレビ版
- 絶体×絶命（マシュー・コナー〈ジョセフ・クロス〉）※ソフト版
- 代理人（イザヤ）
- ターナー&フーチ/すてきな相棒（ボイエットの息子、ハーパーの息子）※機内上映版
- ダンス・ウィズ・ウルブズ ※ソフト版
- 小さなバイキング ビッケ（ビッケ）
- ちびっこギャング（アルファルファ〈バグ・ホール〉）
- D&D 完全黙秘（クン・クー〈シェー・ミャオ〉）
- デッド・カーム/戦慄の航海（ダニー）
- デビル（アニー・オミーラ〈ケリー・シンガー〉）※日本テレビ版
- 天国に行けないパパ（ダギー・シンプソン）
- トラブル・ファミリー/ぼくの○×絵日記（ランディ・パーカー）
- ナニー・マクフィーと空飛ぶ子ブタ（ビンセント・グリーン（オスカー・スティア〉）
- NO WAY BACK 逃走遊戯（エリック・グラント〈アンドリュー・J・ファークランド〉）
- パーフェクト・ファミリー（ステイシー・バインドーフ〈T・J・ローサー〉）
- パーフェクト・ワールド（フィリップ・ペリー〈T・J・ローサー〉）※テレビ東京版
- ハイスクール白書 優等生ギャルに気をつけろ!（トレイシー・フリック〈リース・ウィザースプーン〉）
- バジル（幼少期のバジル）
- バック・トゥ・ザ・フューチャー PART2（少年）※ソフト版
- バックマン家の人々（ジャスティン）
- ハムナプトラ2/黄金のピラミッド（アレックス・オコーネル〈フレディ・ボース〉）※テレビ朝日版
- ヒーロー/靴をなくした天使（ジョーイ〈ジェームズ・マディオ〉）※日本テレビ版
- ひみつの番人（イザベル）
- 百万長者と結婚する方法（シャッツィ〈ローレン・バコール〉[175]）※N.E.M版
- ビンゴ!
- ピンチ・シッター（ブライス・ペデュラ〈ランドリー・ベンダー〉）
- フォレスト・ガンプ/一期一会（子供時代のガンプ〈マイケル・コナー・ハンフリーズ〉[176]）※日本テレビ版
- ブリジット・ジョーンズの日記（ジュード〈シャーリー・ヘンダーソン〉）
- フリッパー（キム）
- ブレーキ・ダウン（デック・バー〈ヴィンセント・ベリー〉）※ソフト版
- プレデター2（ブライアン）※テレビ朝日版
- ブロンディー/女銀行強盗（パトリック）
- ベートーベン3（サラ・ニュートン）
- ベートーベン4（サラ・ニュートン）
- ベイビー・トーク2/リトル・ダイナマイツ（マイキー）※ソフト版
- ベイビー・トーク3/ワンダフルファミリー（マイキー〈デヴィッド・ギャラガー〉）※ソフト版
- ヘラクレス/魔境の女戦士（フランコ）
- 僕のボーガス（アルバート・フランクリン〈ハーレイ・ジョエル・オスメント〉）
- ボロワーズ/床下の小さな住人たち（ピーグリーン・クロック〈トム・フェルトン〉）
- マーキュリー・ライジング（サイモン〈ミコ・ヒューズ〉）※ソフト版
- マイティ・ジョー（少女時代のジル〈ミカ・ブーレム〉）※テレビ朝日版
- マイ・ボディガード（ルピタ・ラモス〈ダコタ・ファニング〉）※機内上映版
- 身代金（ショーン・ミレン〈ブローリー・ノルティ〉）※日本テレビ版
- ミルク・マネー（フランク・ウィラー〈マイケル・パトリック・カーター〉）
- 名犬ラッシーの大冒険（ティミー・マーティン〈ジョン・プロヴォスト〉）※NHK-BS2版
- メギド（6歳のストーン・アレクサンダー〈ギャビン・フィンク〉）
- ゆかいなブレディ一家/我が家がイチバン（シンディ・ブレディー〈オリヴィア・ハック〉）
- ゆかいなブレディー家/トラブルinハワイ（シンディ・ブレディー〈オリヴィア・ハック〉）
- ライアー ライアー（マックス・リード〈ジャスティン・クーパー〉）※新ソフト版
- ラモーナのおきて（ラモーナ〈ジョーイ・キング〉）
- 霊幻道士7 ラストアクションキョンシー（水子の霊）
- わんぱくデニス（ジョーイ）
- わんわん!ホーム・アローン2（チャーリー・バートン）

#### ドラマ
- iCarly（アニー）
- アガサ・クリスティー ミス・マープル グリーンショウ氏の阿房宮（アーチー・オクスリー）
- アボンリーへの道 第39話 - 第87話（デイビー・キース〈カイル・ラビン〉）
- ER緊急救命室（ウェンディ・ゴールドマン）
- IT（12歳のビル・デンブロー〈ジョナサン・ブランディス〉）※テレビ東京版
- CSI:マイアミ10 ザ・ファイナル（メルローズ）
- シャイニング（ダニー・トランス〈コートランド・ミート〉）※ソフト版
- 新スタートレック（サージェンカ、ウィリー・ポッツ）
- スーパーナチュラル シーズン3、4（ゾーイ / リリス〈シエラ・マコーミック〉）
- ピケット・フェンス（ザッカリー・ブロック）
- ファミリータイズ（アンドリュー・キートン〈ブライアン・ボンソール〉）
- プライベート・プラクティス3（コーディ）
- フェニックスと魔法のじゅうたん（アンシア）
- ふたりは最高!ダーマ&グレッグ シーズン1 #1（子供時代のダーマ）
- フルハウス（ステファニー・タナー〈ジョディ・スウィーティン〉）
  - フラーハウス
- ヤングライダーズ シーズン1 #16（ジョゼフ）
- ONE PIECE（2023年、少年時代のサンジ〈クリスチャン・コンヴェリー〉）

#### アニメ
- アイス・エイジ クリスマス（ピーチ）
- アニマニアックス（ドット・ワーナー）
- アメリカ物語 ファイベル/こころの宝物をさがして（ファイベル）
  - アメリカ物語 ファイベル/ナイトモンスターを追え!
- アラジンの大冒険（少年）
- キャスパーのクリスマス（スプーキー）
- 子猫になった少年（エドモンド）
- ザ・シンプソンズ（トバイアス・ドランドリッジ）
- シャーク・テイル
- スパイダーマン（シルバーメイン〈幼児〉）
- ぞうのババール（ドラ）
- タイニー・トゥーンズ（スニーザー〈2代目〉[177]）
- タンタンの冒険（少年）
- チェブラーシカ（チェブラーシカ）
- チップとデールの大作戦（デイビー、子ネズミ）※新吹き替え版
- トムとジェリー（ジニー、子ガモ、ベビーシッター）
- ピムとポムのちっちゃな冒険（ピム）
- ピンクパンサー（ブライアン）
- プッカ（プッカ）※フジテレビ版
- マイ・エレメント（クロッド[178]）
- マイリトルポニー〜トモダチは魔法〜（アップルブルーム）
  - マイリトルポニー: エクエストリア・ガールズ
  - マイリトルポニー・ガールズ: 虹の冒険
- マドレーヌ（マドレーヌ）
  - 新マドレーヌ
- ミッキーの王子と少年（子供B）
- ムーミン谷のなかまたち（リトルミイ[179]）
- モンスター・ホテルシリーズ（デニス）
  - モンスター・ホテル2
  - モンスター・ホテル クルーズ船の恋は危険がいっぱい?![180]
  - モンスター・ホテル 変身ビームで大パニック![181]
- リトルフットシリーズ（チャンパー）
  - リトルフット はっぱ食い虫で大災難
  - リトルフット 赤ちゃん恐竜の大冒険

### ラジオ
※はインターネット配信。
- PERSONA5 the Animation Radio“カイトーク！”（2018年、アニメイトタイムズ※）

### デジタルコミック
- VOMIC ロック・リーの青春フルパワー忍伝（木ノ葉丸）

### テレビドラマ
- 名探偵コナン 工藤新一への挑戦状〜さよならまでの序章〜（2006年） - 円谷光彦の声
- まどか26歳、研修医やってます!（2025年1月14日 - 3月18日、TBS） - Q太の声[182]

### ラジオドラマ
- ツシマヤマネコの歌（2023年、NHK-FM FMシアター）

### 映画
- ラブ&ピース（2015年） - カメの声（ピカドン、ラブちゃん）
- 名探偵ピカチュウ（2019年） - 名探偵ピカチュウの鳴き声

### 舞台
いずれも声の出演。
- スマイルプリキュア! ミュージカルショー（2012年） - キャンディ 役
- ミュージカル「陰陽師」〜平安絵巻〜（2018年） - 小白 役
- PERSONA5 the STAGE（2019年12月13日 - 15日、メルパルクホール / 12月19日 - 29日、天王洲 銀河劇場） - モルガナ 役
- PERSONA5 the STAGE #2（2020年10月1日 - 4日、KT Zepp Yokohama / 10月17日 - 18日、サンケイホールブリーゼ） - モルガナ 役
- PERSONA the STAGE #3（2021年12月10日 - 12日、メルパルクホール大阪 / 12月16日 - 19日、KT Zepp Yokohama） - モルガナ 役

### CM
- ロート製薬子どもV・ロート
- ケイエスエスキャスパー
- タカラ姫ちゃんのリボン トゥインクルコンパクト、魔法のリボン 他（ナレーション、姫ちゃん、エリカ）
- ベネッセコーポレーション「進研ゼミ小学講座」
- トヨタ・タウンエースノア / ライトエースノア
- パナソニック・タウ
- ポケットモンスターCD・DVD各種CM ピカチュウレコードのサウンドロゴ（ピカチュウ）
- モンスターVSエイリアン 予告CM
- サンデーCM劇場「MAJOR」（茂野吾郎）
- シャープ・プラズマクラスター「声優編」 ※顔出しで佐藤隆太・水川あさみと共演
- 楽天「お買いものパンダ登場編」「おトクなペイは楽天ペイ」（お買いものパンダ[183]）
- IDOMガリバー初売り2017
- クスリのアオキ大感謝祭2018年8月（チョッパー）
- 九州電力「オール電化にしなキャット!」エコキュート篇・IHクッキングヒーター篇
- 内閣府・プレミアム付き商品券「申請始まります編」（カクニャン）
- 花王・プリマヴィスタ もうひとつのプリマの下地編（ナレーター）
- 帝京平成大学 ファミリーマート店内CM 2020年2月（ナレーター）
- エスエス製薬・イブA錠（イタミンズ[184]）

### ナレーション
- スーパーテレビ情報最前線（日本テレビ）
- 水トク!「世界の超S級危険生物コレクション」（TBS）
- 火曜曲!（TBS、2012年4月 - 2013年3月）
- もはや神ダネ（フジテレビ、2013年4月17日 - 9月18日）
- ニノさん（日本テレビ、2013年10月6日・13日）
- 坂上忍のホントにすごい雑学2（フジテレビ、2015年4月5日）
- 知らなかった!?動物たちの秘密あにまるカミングアウト（フジテレビ、2015年7月3日）
- やりすぎ!ピンポン代行社（テレビ朝日、2016年4月 - ）
- アニマックス
- 高橋一生の気ままスナフキン旅（NHK総合、2020年1月11日）
- 日曜ビッグバラエティ 「キラピカ王国〜ヤバイ汚れを全部キレイに!スッキリ映像72連発〜」（テレビ東京、2022年7月31日）

### 音楽CD
- 名探偵コナン キャラクター・ソング集 帝丹小学校に全員集合!!
  - 帝丹小学校校歌 / キャンプの歌 / 僕らの夢さ仮面ヤイバー / ナゾが僕らを呼んでいる'06 / 僕らの夢さ仮面ヤイバー（少年探偵団ショート・ヴァージョン）
- DREAMS COME TRUE またね featuring ルフィ、ナミ、ゾロ、ウソップ、サンジ、チョッパー、ロビン、フランキー、ヒルルク、くれは

### その他コンテンツ
- サンリオキャラクター「シナモロール」（シフォン、みるく）
- サンリオキャラクター「チャーミーキティ」（チャーミーキティ）
- サンリオキャラクター「バッドばつ丸」（バッドつん子、バットツインズ、ポチ）
- 「テイルズ オブ ジ アビス」公式コンプリートガイド 声優コメント
- デオデオのテーマソング
- ベネッセコーポレーション「進研ゼミ小学講座」（「チャレンジ3年生」まで）マスコットキャラクター（コラショ）
- ラジオドラマ レジェンド・オブ・クリスタニア〜はじまりの冒険者たち〜
- 日本一ソフトウェア10周年記念のチャリティーコンサート
- ユニバーサル・スタジオ・ジャパンステージショー「セサミストリートのハッピーサプライズ」（モッピー）
- 東京都水道局「東京都水の科学館」（マスコットキャラクター・チャップくんの声）
- デアゴスティーニ・ジャパン「週刊 ロビ」（ロビの声）
- サンリオピューロランド内「夢のタイムマシン」上映「ONE PIECE 3D 激走!トラップコースター」（トニートニー・チョッパー）
- フジテレビ短編アニメ大賞最新作 チョコレートのウサギ パルピー（パルピー）
- パチスロまじかる☆タルるートくん（タルるート）
- ゴジラ王国（1996年 - 1997年、テレビ東京）（メガバイト[7]）
- 第66回NHK紅白歌合戦（2015年12月31日、NHK）（『アニメ紅白』ピカチュウの声）
- ポケモンアニメ ピッタリ20周年記念! ポケモンの家あつまる?スペシャル（2017年4月1日、テレビ東京系）（ピカチュウの声）
- ポケモン映画公開直前 キミにきめた!を見て友情&本気スイッチ!（2017年7月13日、テレビ東京系）（ピカチュウの声）
- 天才てれびくんYOU（2017年6月、NHK Eテレ）（えにぼう）
- 林修の今でしょ!講座 2時間スペシャル（2019年5月7日、テレビ朝日）（ジャガイモのキャラクターの声）
- ワンワン25（2021年12月31日、NHK Eテレ）（ピカチュウの声）

## 休業中の代役・後任
2006年1月から一時、全レギュラー番組を降板していた。代役は以下の通り（注・正式にアナウンスされたもののみ記載）。
| 後任           | 役名                     | 作品                                              | 後任の初出演                         | 復帰時期                                 |
| -------------- | ------------------------ | ------------------------------------------------- | ------------------------------------ | ---------------------------------------- |
| 折笠愛         | 円谷光彦                 | 『名探偵コナン』                                  | 第425話                              | 第440話                                  |
| 半場友恵       | マネネ                   | 『ポケットモンスター アドバンスジェネレーション』 | 第161話                              | 第177話                                  |
| 伊倉一恵       | トニートニー・チョッパー | 『ONE PIECE』                                     | 第254話                              | 第264話                                  |
| 吉田小南美     | ガッシュ・ベル           | 『金色のガッシュベル!!』                          | 第141話                              | 『金色のガッシュベル!! Golden Memories』 |
| こおろぎさとみ | 長谷川空                 | 『ああっ女神さまっ』                              | 『ああっ女神さまっ それぞれの翼』    | なし                                     |
| こおろぎさとみ | 藤姫                     | 『遙かなる時空の中で』                            | 『劇場版 遙かなる時空の中で 舞一夜』 | なし                                     |
| 野田順子       | もっくん                 | 『少年陰陽師』                                    | 『少年陰陽師 天狐編』                | なし                                     |
| 小池亜希子     | 猿飛木ノ葉丸             | 『NARUTO -ナルト- 疾風伝』                        | 第221話                              | 第276話                                  |
| 釘宮理恵       | イオン シンク            | 『テイルズ オブ ジ アビス』                       | ドラマCD版                           | 『テイルズ オブ ザ レイズ』              |
| 小桜エツ子     | バンブーちゃん           | 『S.S.D.S. 〜Super Stylish Doctors Story〜』      | TBA                                  | なし                                     |

## ディスコグラフィ

### シングル
- ガンバレ男の子（1993年11月1日）
  - よみうりテレビ・日本テレビ系テレビアニメ『コボちゃん』4代目オープニングテーマ[注 6]

### アルバム
- ヴィエント（1999年11月26日）
- ミレニアム・シリーズ タイムカプセルVol.6 〜これもA（R）I?〜（2000年10月25日）

### キャラクターソング
- 天空のエスカフローネ THE VISION OF ESCAFLOWNE「天空のエスカフローネ オリジナルドラマアルバム ジェチアの想い」（1996年12月18日）
  - 挿入歌「猫のキモチ」曲・編曲：菅野よう子 / 歌：大谷育江
- ナースウィッチ小麦ちゃんマジカルて
  - ザ・うたのヒットぱれーどムギ！（2002年11月22日）
    - 「Pasera」作詞：枯堂夏子、作・編曲：高木隆次 / 歌：大谷育江
    - 「まじかるアイドル降臨？」作詞：枯堂夏子、作・編曲：高木隆次 / 歌：桃井はるこ・大谷育江
- おジャ魔女どれみシリーズ（ハナちゃん）
  - キャラクター・ミニアルバムSpecial 巻機山 花（2002年4月24日）
    - 「わたしはおジャ魔女ハナちゃん!!」作詞：井上望、作・編曲：金井江右
    - 「だいすきな絵本とママのうた」作詞：井上望、作曲：濱田理恵、編曲：中畑丈治
    - 「だもんね! ハナちゃん」作詞：もりちよこ、作曲：濱田理恵、編曲：中畑丈治

  - FRIENDS MAHO堂ソロVocalアルバム（2003年1月22日）
    - 「サンキューマミーズ」作詞：大森祥子、作曲・曲：金井江右、合いの手コーラス：MAHO堂

  - 他、MAHO堂メンバーとしての曲は当該項目を参照。
  - おジャ魔女どれみ♯ MAHO堂CDコレクションその2 すくりーんテーマ&しーくれっと すと〜り〜（2000年8月3日）
  - おジャ魔女ドッカ〜ン!CDくらぶ その3 歌とおはなし!おジャ魔女ミュージカルコレクション ドッカ〜ン!（2002年7月24日）
  - おジャ魔女ドッカ〜ン!CDくらぶ その7 おジャ魔女ドッカ〜ン!ドラマシアター（2002年12月21日）
- 名探偵コナンシリーズ（円谷光彦）
- ONE PIECEシリーズ（トニートニー・チョッパー）※少年時代のサンジが歌う曲も収録
  - ONE PIECE SONG Collection（2000年7月20日）
  - ONE PIECE Character Song Album（2002年3月6日）
  - プレゼント（2003年12月17日）
  - 7人の麦わら海賊団ライヴ大海戦! 〜ワンピースキャラクターソングアルバム Piece.2〜ONE PIECE Character Song Album（2002年4月25日）
  - フレンズ（2004年9月29日）
  - ワンピースのクリスマス（2004年11月25日）
  - ONE PIECE キャラソンカーニバル!!（2005年2月2日）
  - ONE PIECE サウザンドサニー号ソングCD（2008年2月27日）
  - ビンクスの酒（2009年3月25日）
- ぷにるはかわいいスライム（キュティちゃん）
  - 『ぷにるはかわいいスライム』かわいいサウンドトラック（2024年11月27日）
    - 「キュティのCMソング」作詞：横手美智子、作曲：森いづみ

### その他
- パチンコ海物語シリーズ クジラッキーのうた